# Allas våran älskling
"Allas våran älskling" är en poplåt från 1978 skriven av Lalla Hansson och Björn Håkanson. Den utgör fjärde spår på Hanssons fjärde studioalbum Enstaka spår! och släpptes av som enda singel från detta album 1978.
Låten producerades av Hansson och spelades in i EMI:s studio i Stockholm. Som B-sida till singeln valdes J.J. Cale-covern "Veckotidningsboogie" med svensk text av Bosse Blombergh.

## Låtlista
Sida A
1. "Allas våran älskling" (Lalla Hansson och Björn Håkanson)

Sida B
1. "Veckotidningsboogie" (J.J. Cale, svensk text: Bosse Blombergh)